# Berner Sport Club Young Boys
Il Berner Sport Club Young Boys, meglio noto come Young Boys, è una società polisportiva svizzera con sede nella città di Berna, meglio nota per la sua sezione calcistica, che milita nella Super League, la massima divisione del campionato svizzero di calcio. Fondato il 14 marzo 1898, ha come colori sociali il giallo e il nero.
La squadra di calcio dello Young Boys si è aggiudicata 17 titoli nazionali (di cui quattro consecutivi dal 1957 al 1960 e dal 2018 al 2021), otto Coppe di Svizzera, una Supercoppa di Svizzera e una Coppa di Lega svizzera. A livello internazionale vanta la vittoria di una Coppa delle Alpi e quale miglior risultato in Coppa dei Campioni la semifinale raggiunta nel 1958-1959. Disputa le partite interne nello stadio Wankdorf di Berna (32 000 posti).

## Storia
L'FC Young Boys nacque a Berna il 14 marzo 1898 su iniziativa di Max Schwab, Hermann Bauer, Franz Kehrli e Oskar Schwab, studenti dell'Università di Berna che scelsero come colori sociali il giallo e il nero. Il 17 giugno 1898 la squadra disputò la sua prima partita, contro il FC Viktoria, anche se il primo incontro ufficiale data al 29 giugno contro l'Institute Grünau. Sovente calciatori dello Young Boys erano impiegati anche come giocatori dal FC Berna, altro club cittadino con cui si discusse la fusione in un consiglio direttivo del 30 dicembre 1898. La votazione decise per la costituzione dello Young Boys come club autonomo, dando vita ad un'accesa rivalità con il sodalizio concittadino.
Il 17 agosto 1900 il club fu ammesso nella federazione calcistica della Svizzera. Vinse il campionato nazionale già nel 1903, prevalendo dapprima nel girone centro e poi nel girone finale con Zurigo e Neuchâtel Xamax. Si ripeté nel 1909, 1910 e 1911, diventando il primo club svizzero a vincere il titolo per tre anni di fila. Un altro titolo arrivò nel 1920.
Nel 1925 la squadra si trasferì nello stadio Wankdorf, impianto da 22 000 spettatori, abbandonando così lo Spitalacker-Platz, dove si era insediato dopo la prima guerra mondiale. Nello stesso anno cambiò nome in Berner Sport Club Young Boys. Quattro anni dopo rivinse il titolo nazionale, mentre nel 1930 si aggiudicò per la prima volta la Coppa di Svizzera.
Nel 1945, dopo la fine della seconda guerra mondiale, il club vinse la seconda coppa della propria storia battendo il San Gallo per 2-0. Due anni più tardi, però, la squadra retrocesse in seconda serie. Dopo un triennio, nel 1950 fece ritorno in massima divisione, dove sarebbe rimasta per 38 anni.
Gli anni '50 sono l'epoca d'oro nella storia del club bernese. La squadra, sotto la guida dell'allenatore tedesco Albert Sing, mise in bacheca quattro titoli consecutivi dal 1957 al 1960 e nel 1953 e nel 1958 vinse anche la Coppa di Svizzera. Nel 1957 esordì nelle coppe europee contro gli ungheresi del Vasas e un anno dopo affrontò un'altra compagine magiara, l'MTK Budapest, che eliminò approdando così alla semifinale della Coppa dei Campioni 1958-1959 contro lo Stade Reims. Vinta l'andata in casa per 1-0, lo Young Boys perse per 3-0 il ritorno al Parco dei Principi di Parigi, venendo dunque eliminato. Nel 1960 vinse il campionato. Albert Sing rimase alla guida del club fino al 1964, lasciando la squadra da tecnico pluridecorato.
Il titolo del 1960 sarebbe rimasto l'ultimo alloro nazionale per i bernesi per i 26 anni seguenti. Nel 1976 il club si aggiudicò per la prima volta la Coppa di Lega Svizzera e nel 1977 per la quinta volta la coppa nazionale, ma si dovette attendere il 1985-1986 per vedere di nuovo lo Young Boys campione di Svizzera. Nel 1986-1987 i bernesi misero in bacheca anche la Supercoppa di Svizzera e la sesta coppa nazionale. Dal 1994 i risultati della squadra peggiorarono, fino ad una nuova retrocessione in seconda serie al termine del campionato 1997-1998. Il ritorno in massima divisione fu immediato, ma immediata fu anche la retrocessione. Dopo due anni di permanenza in Lega Nazionale B, al termine della stagione 2000-2001 la squadra fece ritorno in Lega Nazionale A.
Dal 2005 la squadra poté utilizzare il nuovo stadio Wankdorf, ribattezzato Stade de Suisse, frutto dell'ammodernamento del vecchio stadio Wankdorf.
Nel 2012-2013 lo Young Boys esordì nella fase a gironi di UEFA Europa League, dove si piazzò terzo nel proprio raggruppamento. Nel 2017-2018 vinse il campionato svizzero per la prima volta dal 1986 e nell'annata seguente si ripeté, mentre nel 2019-2020 vinse sia il titolo sia la Coppa di Svizzera, mettendola in bacheca per la prima volta in trentatré anni. Nel 2018-2019 la squadra riuscì, inoltre, ad accedere per la prima volta alla fase a gironi della UEFA Champions League. Nel 2020-2021 i titoli vinti consecutivamente salirono a quattro. Nella UEFA Champions League 2021-2022 la squadra arriva ultima nel suo girone, con 5 punti, frutto di una vittoria a sorpresa contro il Manchester United al 95' minuto, un pareggio con gli stessi e un altro pareggio 3-3 contro l'Atalanta.
Il 30 Aprile 2023, dopo la vittoria per 5-1 contro il Lucerna, si laurea campione di Svizzera per la sedicesima volta nella sua storia.
Poco più di un anno dopo, torna di nuovo campione battendo il Servette il 20 maggio.

## Colori e simboli

### Maglie storiche
Casa
| 2011-2012 | 2013-2014 | 2014-2015 | 2015-2016 |

Trasferta
| 2010-2012 | 2013-2014 | 2014-2015 | 2015-2016 |

## Strutture

### Stadio
Lo Young Boys ha disputato le proprie partite allo stadio Wankdorf dal 1925 al 2001, anno della demolizione dell'impianto. Lo stadio ospitò vari incontri importanti, tra cui la finale del campionato mondiale di calcio 1954, la finale della Coppa dei Campioni 1960-1961 e la finale della Coppa delle Coppe 1988-1989. Dalla stagione 2001-2002 alla stagione 2004-2005, il club ha disputato le proprie partite casalinghe presso lo stadio Neufeld, usato prevalentemente per l'atletica cittadina. Il nuovo stadio Wankdorf fu costruito nel 2005 e ha una capienza di 32 000 spettatori; le dimensioni del terreno di gioco sono di 108 per 68 metri. Questo stadio, già noto come Stade de Suisse, fu realizzato in previsione del campionato europeo di calcio 2008, di cui ospitò alcune partite dei gironi eliminatori.

## Allenatori e presidenti
- 1913-1918  Williams Reynold
- 1918-1920  Jimmy Hogan
- 1920-1924  Berth Smith
- 1924-1928  Sandy Higgens
- 1928-1929 Ernst Meyer
- 1929-1931 Doris Kürschner
- 1931-1932  Viktor Hierländer
- 1932-1935 Hans Wüthrich
- 1935-1942 Hans Pulver
- 1942-1946  Bela Volentik
- 1947-1948 Willi Baumgartner
- 1948-1949  Fritz Gschweidl
- 1949-1950  Eric Norbert Jones
- 1951-1964  Albert Sing (luglio-aprile)
- 1964 Heinz Bigler (aprile-luglio)
- 1964-1968 Hans Merkle (luglio-gennaio)
- 1968 René Häfeli (gennaio-luglio)
- 1968-1970  Albert Brülls (luglio-gennaio)
- 1970 Walter Eich (gennaio-luglio)
- 1970  Henri Skiba (luglio-novembre)
- 1970-1972 Heinz Schneiter e Walter Eich (novembre-luglio)
- 1972-1973 Otto Peters
- 1973-1977 Kurt Linder (luglio-settembre)
- 1977-1978 René Hüssy (settembre-luglio)
- 1978-1980 Timo Konietzka
- 1980-1983 Lambert Theunissen
- 1983 Kurt Linder (luglio-ottobre)
- 1983-1984 Walter Eich (ottobre-luglio)
- 1984-1988 Alexander Mandziara
- 1988-1990  Tord Grip
- 1990  Pál Csernai
- 1990-1994 Martin Trümpler
- 1994-1995 Bernard Challandes (luglio-marzo)
- 1995-1997 Jean-Marie Conz (marzo-aprile)
- 1997  Tord Grip (aprile-luglio)
- 1997-1998  Roland Andersson e Thomas Sjöberg (luglio-gennaio)
- 1998 Robert Schober e  Admir Smajić (gennaio-luglio)
- 1998-1999 Claude Ryf (luglio-maggio)
- 1999 Martin Weber (maggio-luglio)
- 1999 Roger Läubli (luglio-luglio)
- 1999 Richard Wey e Admir Smajić (luglio-luglio)
- 1999  Richard Wey (agosto-agosto)
- 1999-2003  Marco Schällibaum (agosto-luglio)
- 2003-2005  Hanspeter Zaugg (giugno-octobre)
- 2005-2006  Gernot Rohr
- 2006-2008  Martin Andermatt
- 2008-2011  Vladimir Petković
- 2011-2012  Christian Gross
- 2012-2013  Martin Rueda
- 2013  Bernard Challandes
- 2013-2015  Uli Forte (?-agosto)
- 2015   Harald Gämperle (agosto-settembre)
- 2015-2018  Adolf Hütter (settembre - maggio)
- 2018-2021  Gerardo Seoane
- 2021-2022  David Wagner (lug.-mar.)
 Matteo Vanetta (mar.-giu.)
- 2022-2024  Raphaël Wicky
 Joël Magnin (mar.-attuale)

- 1898-1899 Max Schwab
- 1899-1904 Edgar Fetscherin
- 1904-1905 Otto Kubli
- 1905-1906 Albert Heiniger
- 1906-1907 Max Schwab
- 1907-1908 D. Chessex
- 1908-1909 Edgar Egger
- 1909-1911 Walter Messerli
- 1911-1915 Herbert Schmid
- 1915-1919 Herbert Frey
- 1919-1920 Albert Hirt
- 1920-1921 Hans Greuber
- 1921-1923 Heinz Schwab
- 1923-1924 Albert Hirt
- 1924-1926 Rudolf Roth
- 1926-1928 Ermin Flück
- 1928-1929 Otto Grogg
- 1929-1934 G. Marchand
- 1934-1936 Rudolf Roth
- 1936-1937 Adrian Schorrer
- 1937-1939 G. Marchand
- 1939-1942 Eduard Studer
- 1942-1943 Herrmann Wirth
- 1943-1947 Otto Wirz
- 1947-1948 Erwin Bähler
- 1948-1950 Adolf Rösti
- 1950-1952 Felix Neuenschwander
- 1952-1954 Guido Wärtli
- 1954-1957 Walter Bögli
- 1957-1962 Hermann Steinegger
- 1962-1967 Herbert Althaus
- 1967-1971 Willy Sigrist
- 1971-1972 Ferdinand Schmutz
- 1972-1980 Ralph Zloczower
- 1980-1993 Rudolf Baer
- 1993 Jürg Aeberhard
- 1993-1995 Jacques Chèvre
- 1995-1996 Peter Cerny
- 1996 Roland Schönenberger
- 1996-1997 Walter Frei
- 1997 Peter Morgenthaler
- 1997-1998 Roland Güngerich
- 1998-1999 Peter Siegrist
- 1999-2001 Martin Maraggia
- 2001-2003 Heinz Fischer
- 2003-2007 Peter Mast
- 2007- Thomas Grimm

## Palmarès

### Competizioni nazionali
- Campionato svizzero: 17

1902-1903, 1908-1909, 1909-1910, 1910-1911, 1919-1920, 1928-1929, 1956-1957, 1957-1958, 1958-1959, 1959-1960 , 1985-1986, 2017-2018, 2018-2019, 2019-2020, 2020-2021, 2022-2023, 2023-2024
- Coppa Svizzera: 8

1929-1930, 1944-1945, 1952-1953, 1957-1958, 1976-1977, 1986-1987, 2019-2020, 2022-2023
- Supercoppa di Svizzera: 1

1986
- Coppa di Lega svizzera: 1

1975-1976
- Challenge League: 2

1997-1998, 1999-2000
- Anglo Cup: 3

1910, 1911, 1912

### Competizioni internazionali
- Coppa Intertoto: 5

1976, 1983, 1988, 1993, 1994
- Coppa delle Alpi: 1

1974

### Competizioni giovanili
- Blue Stars/FIFA Youth Cup: 1

1970

## Statistiche e record

### Statistiche individuali
| Record di presenze - 499 Martin Weber (1980-1997) - 387 Walter Eich (1948-1961) - 376 Eugen Meier (1951-1965) - 355 Yuri Ylemark Brechbühl (2017-2021) - 339 Marco Wölfli (1998-2020) | Record di reti - 249 Eugen Meier (1951-1965) - 203 Ernst Wechselberger (1952-1964) - 186 Walter Müller (1973-1981) - 173 Willy Schneider (1958–1969) - 150 Jean-Pierre Nsame (2017-2021; 2022-2024) - 113 Dario Zuffi (1985–1991) |

### Statistiche di squadra

#### Statistiche nelle competizioni UEFA
Tabella aggiornata alla fine della stagione 2019-2020.
| Competizione                  | Partecipazioni | G  | V  | N  | P  | RF  | RS |
| ----------------------------- | -------------- | -- | -- | -- | -- | --- | -- |
| UEFA Champions League         | 13             | 44 | 14 | 10 | 20 | 56  | 88 |
| Coppa delle Coppe             | 3              | 10 | 2  | 2  | 6  | 10  | 18 |
| Coppa UEFA/UEFA Europa League | 16             | 73 | 30 | 18 | 25 | 114 | 97 |
| Coppa Intertoto               | 1              | 4  | 2  | 0  | 2  | 9   | 7  |

#### Partecipazioni alle competizioni UEFA per club
| Stagione  | Competizione            | Turno                     | Club                     | Risultato      |
| --------- | ----------------------- | ------------------------- | ------------------------ | -------------- |
| 1957-58   | Coppa dei Campioni      | Ottavi di finale          | Vasas                    | 1-1, 1-2       |
| 1958-59   | Coppa dei Campioni      | Ottavi di finale          | MTK                      | 4-1, 2-1       |
| 1958-59   | Coppa dei Campioni      | Quarti di finale          | Wismut Karl-Marx-Stadt   | 2-2, 0-0, 2-1  |
| 1958-59   | Coppa dei Campioni      | Semifinali                | Stade de Reims           | 1-0, 0-3       |
| 1959-60   | Coppa dei Campioni      | Ottavi di finale          | Eintracht Francoforte    | 1-4, 1-1       |
| 1960-61   | Coppa dei Campioni      | Turno preliminare         | Limerick                 | 5-0, 4-2       |
| 1960-61   | Coppa dei Campioni      | Ottavi di finale          | Amburgo                  | 0-5, 3-3       |
| 1962-63   | Coppa Piano Karl Rappan | Gruppo                    | Slovnaft Bratislava      | 0-4, 0-1       |
| 1962-63   | Coppa Piano Karl Rappan | Gruppo                    | Racing Parigi            | 4-4, 1-3       |
| 1962-63   | Coppa Piano Karl Rappan | Gruppo                    | Venezia                  | 3-1, 1-6       |
| 1963-64   | Coppa Piano Karl Rappan | Gruppo                    | Modena                   | 1-2, 1-3       |
| 1963-64   | Coppa Piano Karl Rappan | Gruppo                    | Gent                     | 2-2, 0-2       |
| 1963-64   | Coppa Piano Karl Rappan | Gruppo                    | Tolosa                   | 3-2, 0-3       |
| 1964-65   | Coppa Piano Karl Rappan | Gruppo                    | Liegi                    | 0-2, 3-3       |
| 1964-65   | Coppa Piano Karl Rappan | Gruppo                    | NAC Breda                | 3-6, 2-6       |
| 1964-65   | Coppa Piano Karl Rappan | Gruppo                    | Saarbrücken              | 2-2, 3-2       |
| 1967-68   | Coppa Piano Karl Rappan | Gruppo                    | Ruch Chorzów             | 0-2, 3-4       |
| 1967-68   | Coppa Piano Karl Rappan | Gruppo                    | Frem                     | 0-0, 1-4       |
| 1967-68   | Coppa Piano Karl Rappan | Gruppo                    | First Vienna             | 2-0, 2-2       |
| 1969-70   | Coppa Piano Karl Rappan | Gruppo                    | Norrköping               | 1-4, 2-1       |
| 1969-70   | Coppa Piano Karl Rappan | Gruppo                    | Rapid Vienna             | 2-0, 1-8       |
| 1969-70   | Coppa Piano Karl Rappan | Gruppo                    | Hannover 96              | 1-2, 1-1       |
| 1971-72   | Coppa Piano Karl Rappan | Gruppo                    | Eintracht Braunschweig   | 1-5, 0-2       |
| 1971-72   | Coppa Piano Karl Rappan | Gruppo                    | Malmö                    | 2-4, 3-6       |
| 1971-72   | Coppa Piano Karl Rappan | Gruppo                    | Zagłębie Wałbrzych       | 2-0, 0-1       |
| 1972-73   | Coppa Piano Karl Rappan | Gruppo                    | Saint-Étienne            | 0-5, 0-0       |
| 1972-73   | Coppa Piano Karl Rappan | Gruppo                    | Wisła Cracovia           | 1-1, 0-8       |
| 1972-73   | Coppa Piano Karl Rappan | Gruppo                    | Åtvidaberg               | 2-1, 1-2       |
| 1975-76   | Coppa Piano Karl Rappan | Gruppo                    | Kaiserslautern           | 1-3, 2-4       |
| 1975-76   | Coppa Piano Karl Rappan | Gruppo                    | Bohemians Praga          | 1-2, 1-2       |
| 1975-76   | Coppa Piano Karl Rappan | Gruppo                    | GA&IS                    | 3-4, 1-0       |
| 1975-76   | Coppa UEFA              | Primo turno               | Amburgo                  | 0-0, 2-4       |
| 1976-77   | Coppa Piano Karl Rappan | Gruppo                    | Malmö                    | 3-2, 1-1       |
| 1976-77   | Coppa Piano Karl Rappan | Gruppo                    | Beitár Gerusalemme       | 6-3, 1-1       |
| 1976-77   | Coppa Piano Karl Rappan | Gruppo                    | Admira/Wacker            | 1-1, 3-1       |
| 1977-78   | Coppa delle Coppe       | Turno preliminare         | Rangers                  | 0-1, 2-2       |
| 1977-78   | Coppa Piano Karl Rappan | Gruppo                    | Slavia Praga             | 1-4, 0-5       |
| 1977-78   | Coppa Piano Karl Rappan | Gruppo                    | Legia Varsavia           | 1-1, 1-4       |
| 1977-78   | Coppa Piano Karl Rappan | Gruppo                    | Landskrona               | 4-0, 1-2       |
| 1978-79   | Coppa Piano Karl Rappan | Gruppo                    | Tatran Prešov            | 0-1, 0-1       |
| 1978-79   | Coppa Piano Karl Rappan | Gruppo                    | Esbjerg                  | 1-1, 0-3       |
| 1978-79   | Coppa Piano Karl Rappan | Gruppo                    | Wiener SC                | 0-0, 1-2       |
| 1979-80   | Coppa delle Coppe       | Primo turno               | Steaua Bucarest          | 2-2, 0-6       |
| 1980-81   | Coppa Piano Karl Rappan | Gruppo                    | Halmstad                 | 1-1, 2-4       |
| 1980-81   | Coppa Piano Karl Rappan | Gruppo                    | Inter Bratislava         | 0-3, 0-3       |
| 1980-81   | Coppa Piano Karl Rappan | Gruppo                    | LASK                     | 0-1, 0-2       |
| 1981-82   | Coppa Piano Karl Rappan | Gruppo                    | Molenbeek                | 0-1, 1-3       |
| 1981-82   | Coppa Piano Karl Rappan | Gruppo                    | Bryne                    | 1-2, 0-0       |
| 1981-82   | Coppa Piano Karl Rappan | Gruppo                    | Sparta Praga             | 1-0, 1-0       |
| 1982-83   | Coppa Piano Karl Rappan | Gruppo                    | Bohemians Praga          | 1-3, 0-5       |
| 1982-83   | Coppa Piano Karl Rappan | Gruppo                    | Gwardia Varsavia         | 2-1, 2-2       |
| 1982-83   | Coppa Piano Karl Rappan | Gruppo                    | LASK                     | 0-2, 3-0       |
| 1983-84   | Coppa Piano Karl Rappan | Gruppo                    | Slavia Praga             | 2-1, 1-2       |
| 1983-84   | Coppa Piano Karl Rappan | Gruppo                    | Brøndby                  | 0-2, 2-1       |
| 1983-84   | Coppa Piano Karl Rappan | Gruppo                    | Slavia Sofia             | 1-0, 1-0       |
| 1985-86   | Coppa Piano Karl Rappan | Gruppo                    | Górnik Zabrze            | 1-4, 0-3       |
| 1985-86   | Coppa Piano Karl Rappan | Gruppo                    | Zalaegerszegi            | 4-1, 0-4       |
| 1985-86   | Coppa Piano Karl Rappan | Gruppo                    | Aarhus                   | 0-1, 7-4       |
| 1986-87   | Coppa dei Campioni      | Sedicesimi di finale      | Real Madrid              | 1-0, 0-5       |
| 1986-87   | Coppa Piano Karl Rappan | Gruppo                    | Sigma Olomouc            | 2-1, 1-3       |
| 1986-87   | Coppa Piano Karl Rappan | Gruppo                    | Hannover 96              | 2-3, 1-2       |
| 1986-87   | Coppa Piano Karl Rappan | Gruppo                    | Legia Varsavia           | 3-1, 0-0       |
| 1987-88   | Coppa delle Coppe       | Primo turno               | Dunajská Streda          | 1-2, 3-1       |
| 1987-88   | Coppa delle Coppe       | Secondo turno             | Den Haag                 | 1-2, 1-0       |
| 1987-88   | Coppa delle Coppe       | Quarti di finale          | Ajax                     | 0-1, 0-1       |
| 1988-89   | Coppa Piano Karl Rappan | Gruppo                    | Dunajská Streda          | 5-1, 1-3       |
| 1988-89   | Coppa Piano Karl Rappan | Gruppo                    | IFK Norrköping           | 3-2, 2-0       |
| 1988-89   | Coppa Piano Karl Rappan | Gruppo                    | Haladás                  | 4-0, 1-3       |
| 1992-93   | Coppa Piano Karl Rappan | Gruppo                    | Karlsruher               | 2-2, 2-2       |
| 1992-93   | Coppa Piano Karl Rappan | Gruppo                    | Halmstad                 | 3-1, 1-2       |
| 1992-93   | Coppa Piano Karl Rappan | Gruppo                    | Austria Salisburgo       | 3-1, 2-4       |
| 1993-94   | Coppa UEFA              | Primo turno               | Celtic                   | 0-0, 0-1       |
| 1993-94   | Coppa Piano Karl Rappan | Gruppo                    | Sigma Olomouc            | 1-0            |
| 1993-94   | Coppa Piano Karl Rappan | Gruppo                    | Aarhus                   | 3-2            |
| 1993-94   | Coppa Piano Karl Rappan | Gruppo                    | Austria Salisburgo       | 2-0            |
| 1993-94   | Coppa Piano Karl Rappan | Gruppo                    | Oţelul Galaţi            | 3-3            |
| 1994-95   | Coppa Piano Karl Rappan | Gruppo                    | Hapoel Be'er Sheva       | 0-1            |
| 1994-95   | Coppa Piano Karl Rappan | Gruppo                    | Electroputere Craiova    | 1-0            |
| 1994-95   | Coppa Piano Karl Rappan | Gruppo                    | Karlsruher               | 1-0            |
| 1994-95   | Coppa Piano Karl Rappan | Gruppo                    | Häcken                   | 4-1            |
| 2003-04   | Coppa UEFA              | Primo turno               | MyPa                     | 2-3, 2-2       |
| 2004-05   | Champions League        | Secondo turno preliminare | Stella Rossa Belgrado    | 2-2, 0-3       |
| 2005      | Coppa Intertoto         | Secondo turno             | Lokeren Oost-Vlaanderen  | 4-1, 2-1       |
| 2005      | Coppa Intertoto         | Terzo turno               | Olympique Marsiglia      | 2-3, 1-2       |
| 2006-07   | Coppa UEFA              | Primo turno preliminare   | Mika Ashtarak            | 3-1, 1-0       |
| 2006-07   | Coppa UEFA              | Secondo turno preliminare | Olympique Marsiglia      | 3-3, 0-0       |
| 2007-08   | Coppa UEFA              | Primo turno preliminare   | Banants Erevan           | 1-1, 4-0       |
| 2007-08   | Coppa UEFA              | Secondo turno preliminare | Lens                     | 1-1, 1-5       |
| 2008-09   | Coppa UEFA              | Secondo turno preliminare | Debrecen                 | 4-1, 3-2       |
| 2008-09   | Coppa UEFA              | Primo turno               | Bruges                   | 2-2, 0-2       |
| 2010-11   | Champions League        | Terzo turno preliminare   | Fenerbahçe               | 2-2, 1-0       |
| 2010-11   | Champions League        | Quarto turno preliminare  | Tottenham                | 3-2, 0-4       |
| 2010-2011 | UEFA Europa League      | Girone H                  | Stoccarda                | 0-3, 4-2       |
| 2010-2011 | UEFA Europa League      | Girone H                  | Getafe                   | 2-0, 0-1       |
| 2010-2011 | UEFA Europa League      | Girone H                  | Odense                   | 4-2, 0-2       |
| 2010-2011 | UEFA Europa League      | Sedicesimi di finale      | Zenit San Pietroburgo    | 2-1, 1-3       |
| 2011-2012 | UEFA Europa League      | Terzo turno preliminare   | Westerlo                 | 3-1, 2-0       |
| 2011-2012 | UEFA Europa League      | Play-off                  | Braga                    | 0-0, 2-2       |
| 2012-2013 | UEFA Europa League      | Secondo turno preliminare | Zimbru                   | 1-0, 0-1       |
| 2012-2013 | UEFA Europa League      | Terzo turno preliminare   | Kalmar                   | 0-1, 3-0       |
| 2012-2013 | UEFA Europa League      | Play-off                  | Midtjylland              | 3-0, 2-0       |
| 2012-2013 | UEFA Europa League      | Girone A                  | Liverpool                | 3-5, 2-2       |
| 2012-2013 | UEFA Europa League      | Girone A                  | Anži Machačkala          | 0-2, 3-1       |
| 2012-2013 | UEFA Europa League      | Girone A                  | Udinese                  | 3-2, 3-1       |
| 2014-2015 | UEFA Europa League      | Terzo turno preliminare   | Ermis Aradippou          | 1-0, 2-0       |
| 2014-2015 | UEFA Europa League      | Play-off                  | Debrecen                 | 3-1, 0-0       |
| 2014-2015 | UEFA Europa League      | Girone I                  | Napoli                   | 2-0, 0-3       |
| 2014-2015 | UEFA Europa League      | Girone I                  | Sparta Praga             | 1-3, 2-0       |
| 2014-2015 | UEFA Europa League      | Girone I                  | Slovan Bratislava        | 5-0, 3-1       |
| 2014-2015 | UEFA Europa League      | Sedicesimi di finale      | Everton                  | 1-4, 1-3       |
| 2015-2016 | UEFA Champions League   | Terzo turno preliminare   | Monaco                   | 1-3, 0-4       |
| 2015-2016 | UEFA Europa League      | Play-off                  | Qarabağ                  | 0-1, 0-3       |
| 2016-2017 | UEFA Champions League   | Terzo turno preliminare   | Shakhtar Donetsk         | 0-2, 6-2 (dcr) |
| 2016-2017 | UEFA Champions League   | Play-off                  | Borussia Mönchengladbach | 1-3, 1-6       |
| 2016-2017 | UEFA Europa League      | Gruppo B                  | Olympiakos               | 0-1, 1-1       |
| 2016-2017 | UEFA Europa League      | Gruppo B                  | Astana                   | 0-0, 3-0       |
| 2016-2017 | UEFA Europa League      | Gruppo B                  | APOEL Nicosia            | 3-1, 0-1       |
| 2017-2018 | UEFA Champions League   | Terzo turno preliminare   | Dinamo Kiev              | 1-3, 2-0       |
| 2017-2018 | UEFA Champions League   | Play-off                  | CSKA Mosca               | 0-1, 0-2       |
| 2017-2018 | UEFA Europa League      | Gruppo B                  | Dinamo Kiev              | 2-2, 0-1       |
| 2017-2018 | UEFA Europa League      | Gruppo B                  | Partizan                 | 1-1, 1-2       |
| 2017-2018 | UEFA Europa League      | Gruppo B                  | Skënderbeu               | 1-1, 2-1       |
| 2018-2019 | UEFA Champions League   | Play-off                  | Dinamo Zagabria          | 1-1, 2-1       |
| 2018-2019 | UEFA Champions League   | Gruppo H                  | Manchester United        | 0-3, 1-0       |
| 2018-2019 | UEFA Champions League   | Gruppo H                  | Juventus                 | 0-3, 2-1       |
| 2018-2019 | UEFA Champions League   | Gruppo H                  | Valencia                 | 1-1, 3-1       |
| 2019-2020 | UEFA Champions League   | PO                        | Stella Rossa             | 2-2, 1-1 (gfc) |
| 2019-2020 | UEFA Europa League      | Girone                    | Porto                    | 1-2, 1-2       |
| 2019-2020 | UEFA Europa League      | Girone                    | Feyenoord                | 2-0, 1-1       |
| 2019-2020 | UEFA Europa League      | Girone                    | Rangers                  | 2-1, 1-1       |
| 2020-2021 | UEFA Champions League   | Q2                        | KÍ                       | 3-1            |
| 2020-2021 | UEFA Champions League   | Q3                        | Midtjylland              | 0-3            |
| 2020-2021 | UEFA Europa League      | PO                        | Tirana                   | 3-0            |
| 2020-2021 | UEFA Europa League      | Girone                    | Roma                     | 1-2, 1-3       |
| 2020-2021 | UEFA Europa League      | Girone                    | CFR Cluj                 | 1-1, 2-1       |
| 2020-2021 | UEFA Europa League      | Girone                    | CSKA Sofia               | 3-0, 1-0       |

## Organico

### Rosa 2025-2026
Aggiornata al 12 agosto 2025.
| N. |                     | Ruolo | Calciatore          |
| -- | ------------------- | ----- | ------------------- |
| 3  | Algeria (bandiera)  | D     | Jaouen Hadjam       |
| 4  | Francia (bandiera)  | D     | Tanguy Zoukrou      |
| 6  | Svizzera (bandiera) | C     | Edimilson Fernandes |
| 7  | Svizzera (bandiera) | C     | Filip Ugrinic       |
| 8  | Polonia (bandiera)  | C     | Łukasz Łakomy       |
| 9  | Svizzera (bandiera) | A     | Cedric Itten        |
| 10 | Svizzera (bandiera) | C     | Kastriot Imeri      |
| 11 | Gambia (bandiera)   | A     | Ebrima Colley       |
| 13 | Guinea (bandiera)   | D     | Mohamed Camara      |
| 14 | Zambia (bandiera)   | C     | Miguel Chaiwa       |
| 16 | Svizzera (bandiera) | A     | Christian Fassnacht |
| 17 | Gambia (bandiera)   | D     | Saidy Janko         |
| 18 | Svizzera (bandiera) | P     | Ardian Bajrami      |
| 21 | Francia (bandiera)  | A     | Alan Virginius      |

| N. |                           | Ruolo | Calciatore                    |
| -- | ------------------------- | ----- | ----------------------------- |
| 22 | Portogallo (bandiera)     | D     | Abdu Conté                    |
| 23 | Svizzera (bandiera)       | D     | Loris Benito                  |
| 26 | Svizzera (bandiera)       | P     | David von Ballmoos (capitano) |
| 27 | Svizzera (bandiera)       | D     | Lewin Blum                    |
| 29 | Costa d'Avorio (bandiera) | A     | Chris Bedia                   |
| 30 | Svizzera (bandiera)       | C     | Sandro Lauper                 |
| 31 | Guinea (bandiera)         | A     | Facinet Conte                 |
| 33 | Svizzera (bandiera)       | P     | Marvin Keller                 |
| 39 | Svizzera (bandiera)       | A     | Darian Males                  |
| 40 | Svizzera (bandiera)       | P     | Dario Marzino                 |
| 45 | Madagascar (bandiera)     | C     | Rayan Raveloson               |
| 66 | Inghilterra (bandiera)    | D     | Rhodri Smith                  |
| 77 | Portogallo (bandiera)     | A     | Joël Monteiro                 |

## Stemma

Logo dal 1957 al 1971
Logo dal 1971 al 2002
Logo dal 2002 al 2005